# Aloe nyeriensis
Aloe nyeriensis är en grästrädsväxtart som beskrevs av Hugh Basil Christian och Inez Clare Verdoorn. Aloe nyeriensis ingår i släktet Aloe och familjen grästrädsväxter.
Artens utbredningsområde är Kenya. Inga underarter finns listade i Catalogue of Life.

## Bildgalleri

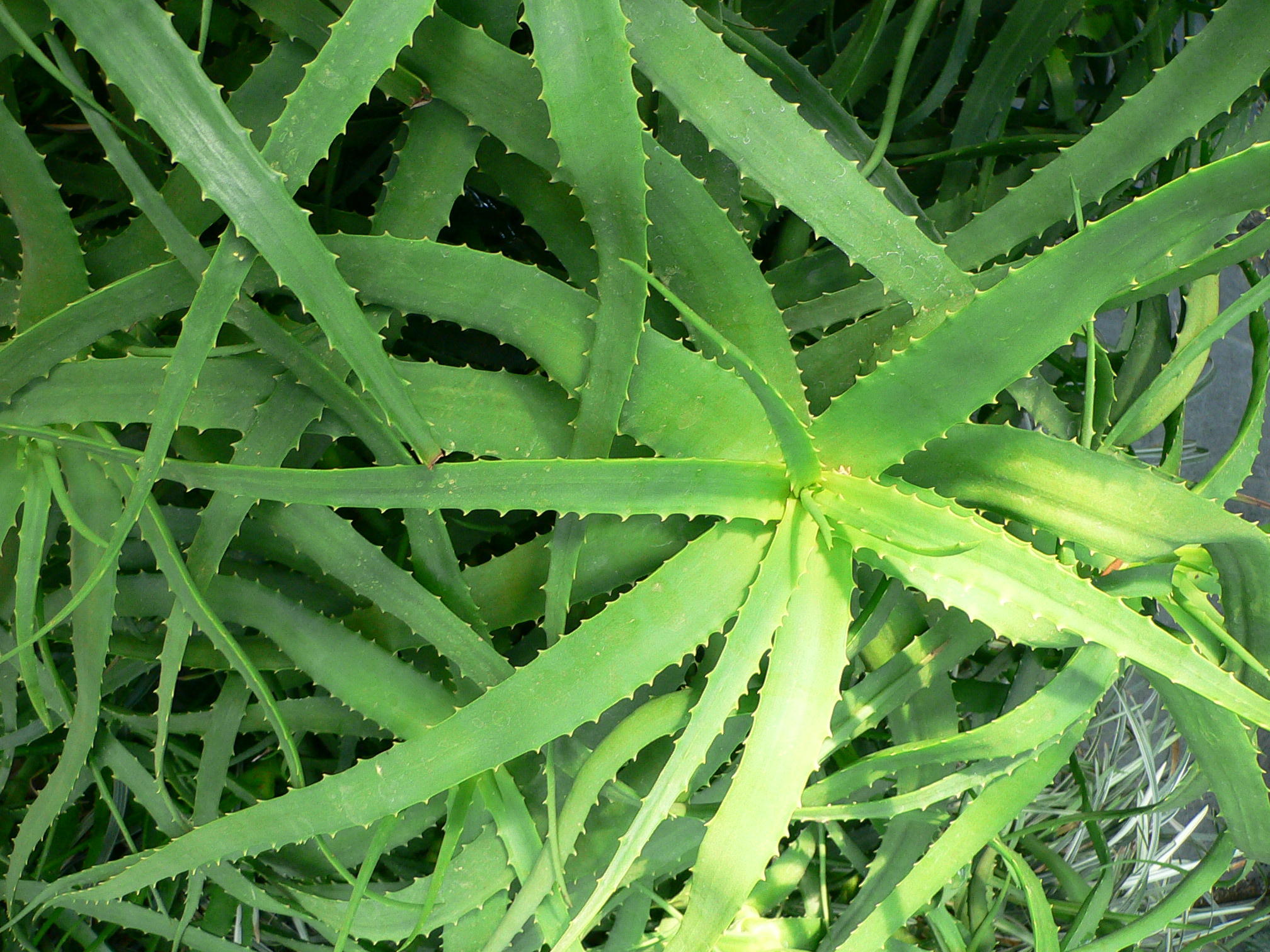
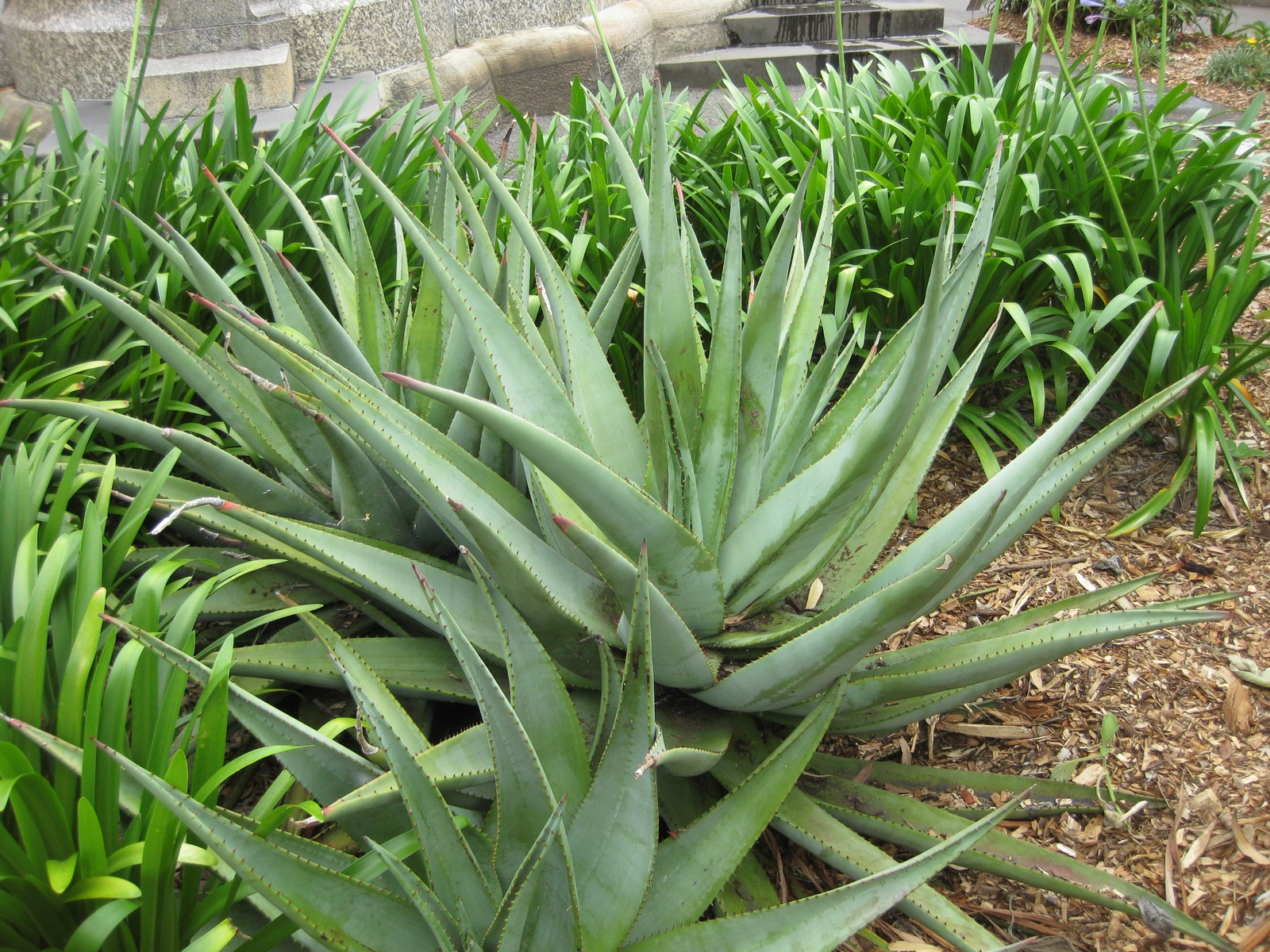
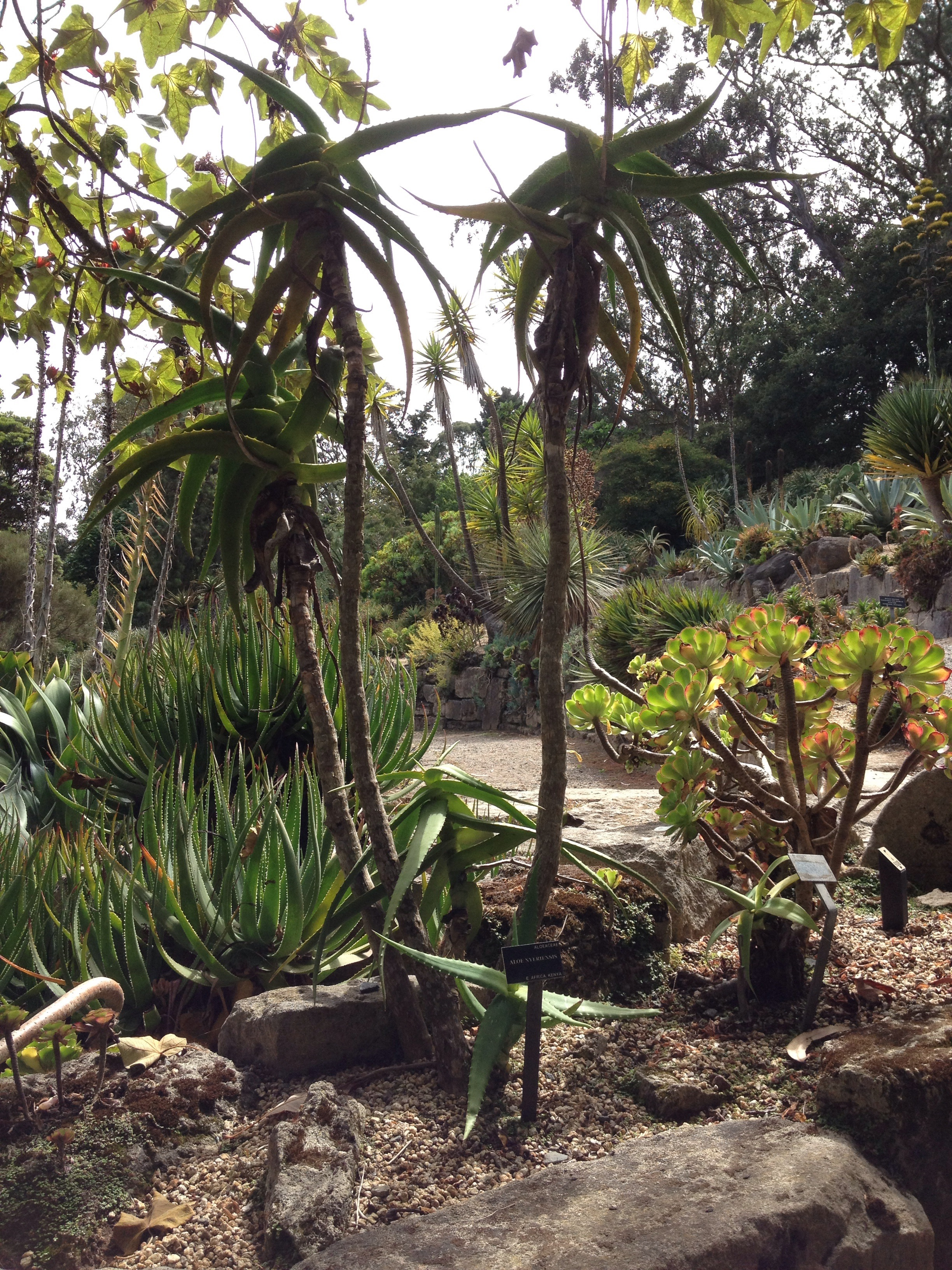
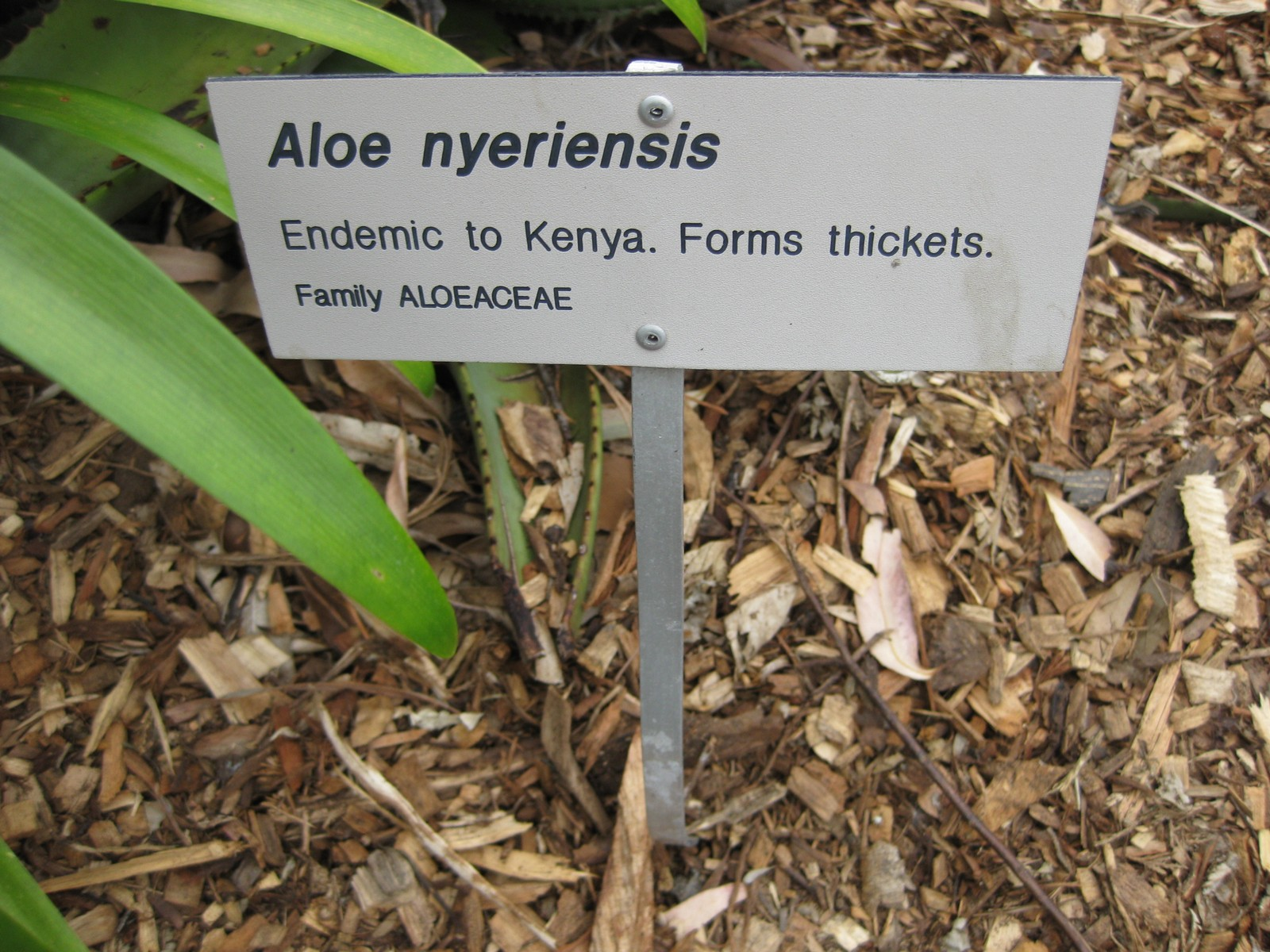